# 李丞峰
李丞峰，中国大陆男演员，出生于中国山东省，毕业于山东省艺术学院表演系本科。代表作品有：电影《长歌行》《今年过年就结婚》、电视剧《深海1950》《海上孟府》《薛丁山》。

## 演艺经历
2011年，李丞峰参演电视剧《护国大将军》，剧中饰演兵学泰斗蒋百里。1月，参演古装剧《苏三》，饰演反二号纪横。同年，参演由斯琴高娃、宋春丽等主演的情感剧《娘》，饰演指导员。12月，搭档聂远、赵文瑄、沈傲君等共同主演30集历史题材剧《大舜》，李丞峰在剧中饰演上古时期的“大胡子”法师车神奚仲。
2012年，主演由张挺导演的大型年代剧《海上孟府》在上海开机。4月，搭档宁静、常铖、吴京共同主演的古装武打情感剧《鼓上蚤时迁》播出。
2013年，李丞峰主演剿匪传奇励志剧《斥候之剑》在横店开拍，其在剧中饰演李栋梁的原型--李来柱老将军。
2015年，搭档侯勇、刘芳毓等联袂主演的电视剧《铁血将军》在山东聊城开机，李丞峰在剧中饰演李栋梁。
2017年，李丞峰搭档胡然、王为念、胡小庭等共同主演的悬疑惊悚院线电影《黄台路》在青岛杀青。10月，其参演的谍战剧《设局》开播，李丞峰在剧中饰演陆逸飞。11月，李丞峰搭档迟帅、刘芳毓等共同主演的红色剧《奔向延安》杀青，李丞峰在剧中饰演一位有勇有谋的八路军政工干部东方明。
2018年，参演由巩峥、李乃文、宋佳伦、王媛可、岳旸、萨日娜等主演的年代剧《大运河》在山东沂南开机。6月，搭档宋宁、朱宏嘉、田天、贾旭明、尚铁龙等联合主演的电影《雾中的剑旗》在山东淄博开机。
2022年，李丞峰主演的首部民法典普法电影《今年过年就结婚》上映。
2023年，李丞峰搭档李佳霖、薛荣共同主演的电影《大河为证》在山东菏泽开机。
2024年，主演的山西省重点题材电影《长歌行》在山西和横店两地拍摄完成，李丞峰在片中饰演杨虎城。同年，参演的谍战剧《深海1950》杀青。

## 影视作品

### 电影
| 年代   | 片名               | 角色           | 备注       |
| ------ | ------------------ | -------------- | ---------- |
| 2018年 | 《雾中的剑旗》     | 赵大成、李建能 | 陈茂林执导 |
| 2022年 | 《今年过年就结婚》 |                | 史卫强执导 |
| 2023年 | 《大河为证》       | 崔战河         | 江南执导   |
| 2024年 | 《长歌行》         | 杨虎城         | 赵建平执导 |

### 电视剧
| 年代   | 剧名         | 角色   | 备注       |
| ------ | ------------ | ------ | ---------- |
| 2011年 | 《娘》       | 指导员 | 曲丽君执导 |
| 2011年 | 《大舜》     | 奚仲   | 吴子生执导 |
| 2012年 | 《海上孟府》 | 马奎   | 张挺执导   |
| 2024年 | 《深海1950》 | 叶翔之 | 杨亚洲执导 |

1. ↑  网易. . www.163.com. 2015-06-24  [2025-05-16].
2. ↑  . ent.sina.com.cn.   [2025-05-16]. （原始内容存档于2024-07-12）.
3. 1 2  . ent.ynet.com.   [2025-05-06].
4. 1 2  . m.gmw.cn.   [2025-05-06].
5. 1 2  . ent.ynet.com.   [2025-05-06].
6. 1 2  . www.chinanews.com.cn.   [2025-05-06]. （原始内容存档于2024-04-10）.
7. ↑  . www.chinanews.com.cn.   [2025-05-06].
8. ↑  . www.chinanews.com.cn.   [2025-05-06]. （原始内容存档于2024-04-27）.
9. ↑  . yule.sohu.com.   [2025-05-16].
10. ↑  . yule.sohu.com.   [2025-05-06].
11. ↑  . yule.sohu.com.   [2025-05-06].
12. ↑  . www.chinanews.com.   [2025-05-16].
13. ↑  sina_mobile. . ent.sina.cn. 2013-04-23  [2025-05-16].
14. ↑  . yule.sohu.com.   [2025-05-16].
15. ↑  新浪娱乐. . ent.sina.com.cn. 2017-01-11  [2025-05-16].
16. ↑  网易. . www.163.com. 2017-10-18  [2025-05-16].
17. ↑  sina_mobile. . ent.sina.cn. 2017-11-22  [2025-05-07]. （原始内容存档于2025-05-07）.
18. ↑  网易. . www.163.com. 2018-06-11  [2025-05-16].
19. ↑  . ent.ifeng.com.   [2025-05-07]. （原始内容存档于2025-05-07） （中文）.